# ألقاب الحكام في الخليج العربي
ألقاب الحكام في الخليج العربي أوصى الرسول صلى الله عليه وسلم بأن يخاطب كل مسلم بأحب الألقاب إليه، واهتم العرب والمسلمون بالألقاب إذا كان لكل دولة ألقاب يحملها حكامها، واهتم المسلمون والعرب بالألقاب واختلفت هذه الألقاب بين الدول والشعوب كلاً على حسب تقاليده وما زالت الألقاب تؤدي دوراً ومعنى لمساميتها بدلالاتها في العصر الحاضر، ومن هذه الألقاب بعض ما تلقب بها حكام الدول التي سادت ثم بادت في منطقة الخليج العربي، ومنها ألقاب ما زالت قائمة وتطورت في الدلالة والمعنى وذلك منذ العصر العباسي حتى عصرنا الحاضر.

## الأمير
الأمير في اللغة: ذو الأمر والتسلط وهو لقب من ألقاب الوظائف التي استعملت ألقاباً فخرية، في سنة 69هـ أطلق على عبد العزيز بن مروان (عبد العزيز بن مروان الأمير) وقد عرف بهذا اللقب حكام الدولة العيونية التي سيطرت على الأحساء والقطيف كمؤسسها عبد الله بن علي العيوني، واحتل لقب (الأمير) المرتبة الأولى في الخليج بعد لقب الملك والسلطان كما جرت العادة في المملكة العربية السعودية.

## صاحب الجلالة
أطلق هذا اللقب على عدد من حكام الدولة السعودية الثالثة أبرزهم الملك عبد العزيز آل سعود.

## ركن الدولة
الركن: ركن الشيء في اللغة جانبه القوي، ولقد أطلق أول مرة على أبي علي الحسن بن بويه على يد المطيع العباسي، ولم يلقب بهذا اللقب أحد من حكام الخليج وعرف على نطاق ضيق في الخليج من قبل الذين مدوا نفوذهم إلى سواحل الخليج في فترات قليلة ومتقطعة.

## الخواجة
لفظ فارسي بمعنى المعلم أو الكاتب أو التاجر أو الشيخ أو السيد وتم إطلاقه على الخواجا مصطفى بن الخواجا محمود بن الخواجا رستم البرصاوي المشرف على بعض التجديديات في جامع الازهر في عهد ملك الأشراف قايتباي، وقد تلقب بهذا اللقب في الخليج العربي (خواجه عطار) وزير شاه ويس الابن الأصغر لحاكم هرمز فخر الدين توران شاه في أواخر القرن التاسع الهجري.

## السيد
السيد في اللغة: المالك أو الزعيم، وقد أطلق لقب (السيد الرئيس) على الحسن بن أحمد القرمطي سنة 362هـ، ويطلق أيضاً على أولاد السلطان أو أفراد بيته أو أولاد الامراء، وتلقب بهذا اللقب في الخليج العربي الحاكم العماني سلطان بن أحمد البوسعيدي سنة 1784م في عمان له ولأفراد الأسرة الحاكمة في عمان.

## الإمام
معناه القدوة، واستعمل هذا اللقب اسماً لوظيفة من يتولي أمور المسلمين، وأول من تلقب ب (الإمام) في الإسلام هو إبراهيم بن محمد بن علي ابن عبد الله بن عباس، وأول من أطلق عليه لقب الإمام لقباً فخرياً عاماً هو المهدي بن المنصور وشاع استعماله في العالم الإسلامي واستعمل بكثرة في العصر العثماني وفي الخليج العربي تلقب بهذا اللقب الكثير من الحكام في العصر الحديث، وكان من الألقاب التي تلقب بها حكام الدولة السعودية الأولى والثانية، ولقب به عبد العزيز آل سعود منذ توليه الحكم في نجد بالإضافة إلى لقبه كملك.

## قيد الأرض
دلالة على السيطرة على العالم، أطلق هذا اللقب الخاص على الإمام سيف بن سلطان (1711م-1668م).

## فخر الدين
كان يضاف إلى (فخر) بعض الكلمات لتكوين ألقاب مركبة مثل: فخر الدولة، وأول استعمال للقب (فخر الدولة) في الإسلام في العصر البويهي، وقد تلقب به في الخليج حكام هرمز وملوكها مثل الملك فخر الدين توران شاه.

## الأتابك
أتابك: لفظ فارسي يتكون من مقطعين أتا: بمعنى مربي، وبك: تعني الأمير فيكون المعنى مربي الأمير أو الوصي عليه، وقد عرف اللقب منذ عهد التركمان قديماً وأحياها الأتراك السلاجقة.

## السلطان
السلطان في اللغة: من السلطة بمعنى القهر، وقد استعمل لأول مرة في عهد هارون الرشيد حين لقب به خالد بن برمك، ويعد السلطان محمود الغزنوي أول من اتخذ لقب السلطان لقباً رسمياً في الإسلام وقد استعمل هذا اللقب في منطقة الخليج العربي كلقب السلطان بدولة سلطنة عُمان من قديم الزمان، أيضا تلقب به الملك عبد العزيز بن عبد الرحمن قبل أن يتلقب بالملك، وحكام حضرموت كانوا يلقبون بالسلاطين.

## الباشا
باشا: لفظ تركي مكون من لفظين با: بمعنى حذاء، وشاه: بمعنى السلطان، وهو يعني حذاء السلطان، أول من لقب به محمد باشا فروخ، وقد استخدم هذا اللقب في الخليج أثناء فترة سيطرة العثمانيين على الخليج العربي كما كان هناك العديد من البشوات الذين كان لهم دوراً كبيراً في أحداث الخيلج في القرن التاسع عشر مثل (خوشيد باشا) أحد قادة محمد علي باشا.

## الشيخ
الشيخ في اللغة: الطاعن في السن، ومجاله أوسع فيطلق على الكبير بالسن وبعض كبار العلماء والوزراء، وأطلق هذا اللقب على الوزير (نظام الملك) في نص إنشاء بتاريخ 475هـ في الجامع الأموي بدمشق، وقد انتشر كثيراً في الجزيرة العربية والخليج، فيطلق على شيوخ القبائل والعشائر والحكام، ثم أصبح يطلق على أفراد الأسرة الحاكمة بما في ذلك ولي العهد في دول الخليج باستثناء المملكة العربية السعودية وعمان، كما هو قائم في الوقت الحاضر في الكويت والإمارات وغالباً يكون لأفراد الأسرة الحاكمة.

## الملك
لقب يطلق على الرئيس الأعلى للسلطة الزمنية، استعمل هذا اللقب بعض خلفاء الدولة العباسية ممن استقلوا في مراكز خلافاتهم ويعني السيادة العليا والاستقلال، كما عرف في العصر البويهي والأيوبي وغيره واستمر يطلق هذا اللقب حتى وقت لقب الحكام في منطقة الخليج وقد حمل الملك عبد العزيز بن عبد الرحمن أول مرة هذا اللقب عندما تنازل له علي بن الحسين ملك الحجاز عن الحكم.

## الرئيس
ويقال فيه أيضاً الريس وهو من الرياسة، وقد ظهر واستعمل بكثرة وما يزال يستعمل في منطقة الخليج العربي لقباً لرئيس دولة الإمارات العربية المتحدة والجمهورية العراقية.

## خادم الحرمين
لقب يرد في المكاتبات يعبر به صاحب الكتاب عن نفسه، وقد أطلق لقب (خادم الحرمين الشريفين) على صلاح الدين الأيوبي في القرن السادس الهجري، وقد تلقب هذا اللقب في العهد السعودي الملك فهد بن عبد العزيز آل سعود، أصبح يعرف بهذا اللقب في جميع أنحاء العالم اعتباراً من مساء يوم 24\2\1407هـ، وصدر توجيه ملكي في 29\2\1407هـ بطلب إحلال عبارة «خادم الحرمين الشريفين» محل عبارة «صاحب الجلالة» في كل الخطابات والمكاتبات الرسمية.